# Grovesend and Waungron
Grovesend and Waungron är en community i Storbritannien.   Den ligger i kommunen Swansea och riksdelen Wales, i den södra delen av landet, 270 km väster om huvudstaden London.
Communityn består av huvudbyn Grovesend, den mindre byn Waungron samt omgivande landsbygd.